# Боголеп (Адамов)
Епи́скоп Боголе́п (Ада́мов; сер. XVII века, Нижний Новгород — 13 января 1726, Великий Устюг) — епископ Русской православной церкви, епископ Великоустюжский и Тотемский, автор «Хронографца», книголюб.

## Биография
В 1680—1690-х годах — иеромонах, в 1700—1714 годы — казначей Чудова монастыря в Москве.
В начале 1690-х годов в Чудовом монастыре он переписал «Зрелище жития человеческого».
Бросающаяся в глаза задержка в продвижении по служебной лестнице в последней четверти XVII века, сменившаяся быстрым взлётом в петровское время, была связана, по-видимому, с его взглядами.
В апреле 1716 года переведён уставщиком в Александро-Невский монастырь в Санкт-Петербурге.
25 января 1719 го хиротонисан во епископа Великоустюжского и Тотемского.
Прибыв в епархию, обнаружил сильные опустошения, причиненные в 1715 году пожаром, и крайний недостаток средств — в 1720 году в вотчинах архиерейского дома числилось 93 крестьянских и «половничьих» двора, которые оценивались как «самые плохие и малоугодные».
Боголеп неоднократно обращался в Синод с просьбами об употреблении собранных денежных сумм на нужды епархии. В целях усиления контроля за расходованием церковных денег архиерей добивался от Синода указа, который бы подчинил церковных старост ведению епископа. Боголеп также просил разрешения на сооружение каменных храмов на средства «богатых христолюбцев».
При епископе Боголепе в Вологде учреждена духовная школа.
В 1723 году вызывался на чреду священнослужения в Санкт-Петербург, в 1724 году участвовал в коронации императрицы Екатерины I.
Скончался 13 января 1726 года.